# Strage di Monte di Nese
La strage di Monte di Nese, anche conosciuta come la strage dei mongoli per via della somiglianza tra i soldati azeri e i mongoli, è stata una strage nazifascista avvenuta il 13 Aprile 1945 nella località di Monte di Nese, frazione di Alzano Lombardo, nella quale 73 soldati azeri vennero sommariamente fucilati da parte delle truppe nazifasciste .

## Descrizione dell'avvenimento
Nel primo mattino del 13 aprile 1945 avviene il dispiegamento, prima a valle e poi a monte, di truppe Tedesche e della Brigata Nera di Resmini nei confronti dei soldati azeri che avevano disertato le loro posizioni per trovare rifugio in montagna. .
Inizialmente i soldati azeri sovrastarono le truppe nemiche, le quali risposero pesantemente piazzando diversi mortai nella zona circostante e fu proprio questo l’inizio della carneficina.
Nel primo pomeriggio, scese a valle una parte delle truppe (fatti prigionieri dai Nazifascisti) e furono costretti a scavare una buca dalle grandi dimensioni, per poi venire mitragliati dalle Brigate Nere.
Subito dopo, il restante gruppo dell’esercito azero (non imprigionato), scese dal monte, guidato da un ufficiale, il quale, appena arrivato nei pressi della grande buca, abbracciò tutti i suoi ex-soldati trucidati, echeggiando contro il Nazifascismo.
I corpi dei militari trucidati vennero recuperati qualche giorno più tardi, cosparsi di calce e trasportati al cimitero di Nese dove vennero sepolti in una fossa comune.
I rastrellamenti continuarono anche nei giorni successivi al 13 aprile per “ripulire” la zona di eventuali superstiti sfuggiti alla cattura.
Alla fine della strage il conteggio sarà di 118 morti, tra esecuzioni sommarie e caduti in combattimento.